# سوزان ويلر
سوزان ويلر (بالإنجليزية: Susan Wheeler)‏ (16 يوليو 1955، بيتسبرغ في الولايات المتحدة)؛ كاتِبة وشاعرة أمريكية. درست في جامعة شيكاغو.

## الجوائز
- زمالة غوغنهايم